# Збірна Гамбії з футболу
Збірна Гамбії з футболу — команда, яка представляє Гамбію в міжнародних матчах і турнірах з футболу. Контролюється Федерацією футболу Гамбії. У 2021 році збірна добралась до чвертьфіналу Кубка африканських націй.

## Чемпіонат світу
- 1930–1978 — не брала участі
- 1982 — не пройшла кваліфікацію
- 1986 — не пройшла кваліфікацію
- 1990 — не брала участі
- 1994 — відмовилась від участі
- 1998–2022 — не пройшла кваліфікацію

## Кубок Африки
- 1957–1974 — не брала участі
- 1976 — не пройшла кваліфікацію
- 1978 — не брала участі
- 1980–1988 — не пройшла кваліфікацію
- 1990 — відмовилась від участі
- 1992 — не пройшла кваліфікацію
- 1994 — не брала участі
- 1996 — вийшла із змагань під час кваліфікації
- 1998 — дискваліфікована
- 2000 — відмовилась від участі
- 2002–2013 — не пройшла кваліфікацію
- 2015 — дискваліфікована
- 2017–2019 — не пройшла кваліфікацію
- 2021 — чвертьфінал
- 2023 — груповий етап